# CP Urbanos de Lisboa
A CP Lisboa (anteriormente USGL - Unidade de Suburbanos da Grande Lisboa) é o serviço ferroviário explorado pela CP - Comboios de Portugal, empresa pública portuguesa de caminhos de ferro, fazendo parte da CP Urbanos, que tem como missão a prestação de serviços urbanos de passageiros região da Grande Lisboa.
A sua rede, composta por 4 linhas e 67 estações, estende-se por grande parte da região de Lisboa e é responsável pela movimentação de cerca de 135 milhões de passageiros por ano com a circulação de 662 serviços de comboio por dia. É por isso uma parte fundamental do sistema de transportes lisboeta.

## História
A 6 de Novembro de 1997 o Conselho de Administração da CP aprova uma nova reorganização da empresa com uma lógica de gestão empresarial para obedecer às diretivas da União Europeia, constituindo Unidades de Negócio organizadas em função dos diferentes segmentos de mercado, com autonomia de gestão. Nasceu assim, entre elas, a USGL - Unidade de Suburbanos da Grande Lisboa e a USGP - Unidade de Suburbanos do Grande Porto, assumindo estas duas especial relevância, uma vez que o transporte urbano representa cerca de 80% do total de passageiros da CP. Como parte de um rebranding das áreas de negócio da empresa, o nome USGL deu mais tarde lugar a CP Lisboa.
|  |  |

## Rede

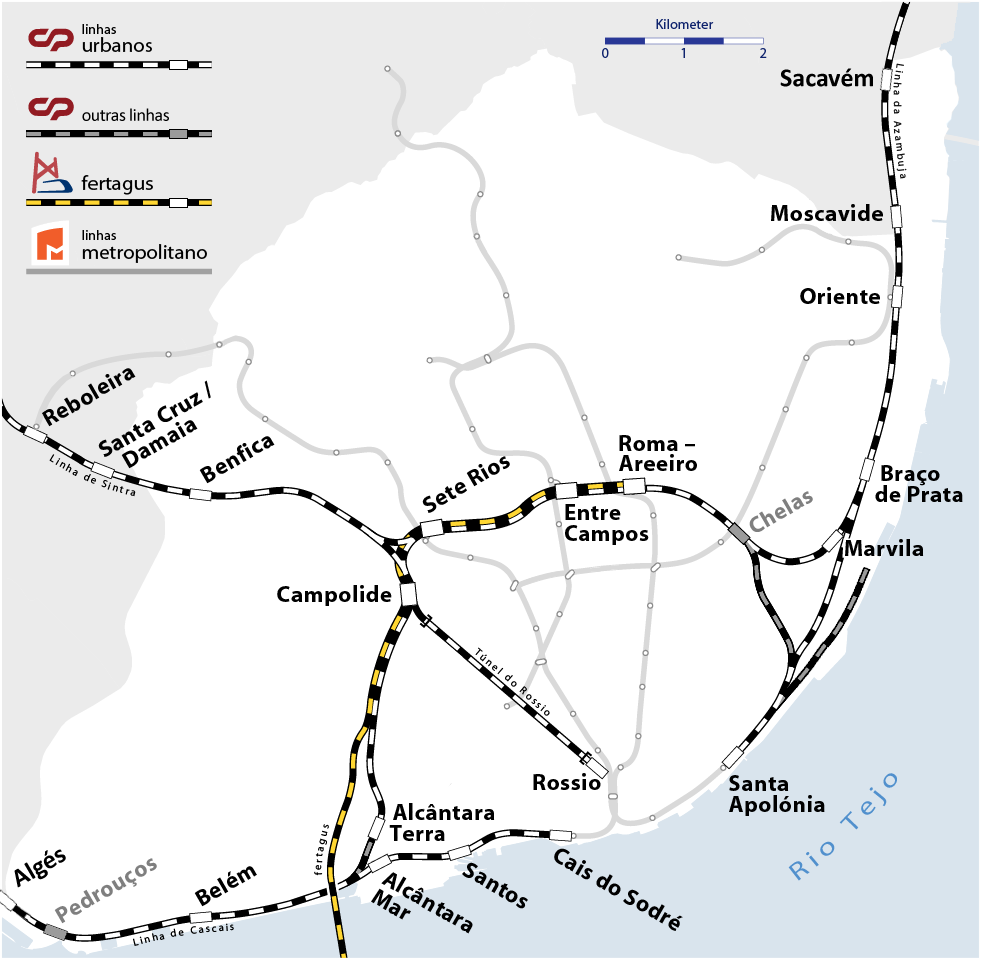
Mapa ferroviário pesado do concelho de Lisboa.

A rede de Urbanos de Lisboa é constituída por quatro linhas:
| | Linha da Azambuja - Santa Apolónia ↔ Azambuja (Linha do Norte) - Alcântara-Terra ↔ Castanheira do Ribatejo (Linha de Cintura e Linha do Norte) - Alcântara-Terra ↔ Azambuja (Linha de Cintura e Linha do Norte) |
| Linha de Cascais - Cais do Sodré ↔ Cascais (semi-rápido) - Cais do Sodré ↔ Cascais (todas) - Cais do Sodré ↔ Oeiras                                                                     | |
| Linha de Sintra - Sintra ↔ Rossio (Linha de Sintra) - Sintra ↔ Oriente - Sintra ↔ Alverca (Linhas de Sintra, Cintura e Norte) - Mira Sintra-Meleças ↔ Rossio (Linhas do Oeste e Sintra) | |
| Linha do Sado - Barreiro ↔ Praias do Sado-A (Linha do Alentejo e da Linha do Sul) | |

A rede de serviços ferroviários Urbanos de Lisboa é complementada por:
- Serviços Regionais da CP:
  - Regionais da Linha do Oeste entre Lisboa Santa Apolónia ou Mira Sintra-Meleças e o Jerumelo;
  - Regionais de Tomar (Linha do Norte) entre Lisboa Santa Apolónia e a Azambuja.

- Serviços Urbanos da Fertagus:
  - Urbanos Roma-Areeiro ↔ Coina / Setúbal

| Os municípios com serviços dos CP Urbanos de Lisboa | Os municípios com serviços dos CP Urbanos de Lisboa | Os municípios com serviços dos CP Urbanos de Lisboa | Os municípios com serviços dos CP Urbanos de Lisboa | Os municípios com serviços dos CP Urbanos de Lisboa |
| Município                                           | Linha                                               | Paragens                                            | Habitantes (2021)                                   | Sub-região                                          |
| --------------------------------------------------- | --------------------------------------------------- | --------------------------------------------------- | --------------------------------------------------- | --------------------------------------------------- |
| Lisboa                                              | Sintra, Cascais, Azambuja                           | 15                                                  | 545.796                                             | AM de Lisboa                                        |
| Sintra                                              | Sintra                                              | 10                                                  | 395.528                                             | AM de Lisboa                                        |
| Amadora                                             | Sintra                                              | 3                                                   | 171.500                                             | AM de Lisboa                                        |
| Oeiras                                              | Cascais                                             | 6                                                   | 171.767                                             | AM de Lisboa                                        |
| Cascais                                             | Cascais                                             | 7                                                   | 214.158                                             | AM de Lisboa                                        |
| Loures                                              | Azambuja                                            | 4                                                   | 201.590                                             | AM de Lisboa                                        |
| Vila Franca de Xira                                 | Azambuja                                            | 6                                                   | 137.529                                             | AM de Lisboa                                        |
| Azambuja                                            | Azambuja                                            | 3                                                   | 21.422                                              | Lezíria do Tejo                                     |
| Barreiro                                            | Sado                                                | 3                                                   | 78.359                                              | AM de Lisboa                                        |
| Moita                                               | Sado                                                | 4                                                   | 66.262                                              | AM de Lisboa                                        |
| Palmela                                             | Sado                                                | 3                                                   | 68.856                                              | AM de Lisboa                                        |
| Setúbal                                             | Sado                                                | 3                                                   | 123.519                                             | AM de Lisboa                                        |
| 12 Municípios                                       | 4 Linhas                                            | 67                                                  | 2.196.286                                           | 2 Sub-regiões                                       |

## Frota em Serviço
| Série    | Imagem | Unidades em Operação             | Entr. em Serviço | Comprimento | Vel. máx. | N.º Passag.             |
| -------- | ------ | -------------------------------- | ---------------- | ----------- | --------- | ----------------------- |
| UQE 2300 |        | 42 Unidades Quadruplas Elétricas | 1992             | 95,590 m    | 120 km/h  | sent. + pé 316 + 550    |
| UQE 2400 |        | 14 Unidades Quadruplas Elétricas | 1997             | 95,590 m    | 120 km/h  | sent. + pé 316 + 550    |
| UTE 3150 |        | 13 Unidades Triplas Elétricas    | 1998             | 59,340 m    | 90 km/h   | sent. + pé 156 + 415    |
| UQE 3250 |        | 18 Unidades Quadruplas Elétricas | 1998             | 78,925 m    | 90 km/h   | sent. + pé 208 + 565    |
| UQE 3500 |        | 12 Unidades Quadruplas Elétricas | 1999             | 106,600 m   | 140 km/h  | sent. + pé 476+4r + 680 |

| Datas→            | Datas→                       | até 2008    | 2008 a 2011 | 2011 a 11/2013 | 11/2013 a 07/2014 | 07/2014 a 12/2024 | após 12/2024     | ←Datas                          |
| Linha             | Família (até 2015)           | até 2008    | 2008 a 2011 | 2011 a 11/2013 | 11/2013 a 07/2014 | 07/2014 a 12/2024 | após 12/2024     | Família (após 2015)             |
| ----------------- | ---------------------------- | ----------- | ----------- | -------------- | ----------------- | ----------------- | ---------------- | ------------------------------- |
| Cascais           | (todas)                      | 3150 + 3250 | 3150 + 3250 | 3150 + 3250    | 3150 + 3250       | 3150 + 3250       | 3150 + 3250      | (todas)                         |
| Azambuja          | C. Ribatejo - S. Apolónia    | 3500        | 3500        | 3500           | 2240              | 3500 2300/2400    | 3500 2300/2400   | Azambuja - S. Apolónia          |
| Azambuja          | Azambuja - - Alcântara-Terra | 2300/2400   | 2300/2400   | 3500           | 2300/2400         | 3500 2300/2400    | 3500 2300/2400   | C. Ribatejo - - Alcântara-Terra |
| Azambuja          | Sintra - Alverca             | 2300+2400   | 2300+2400   | 2300+2400      | 2300+2400         | 2300+2400         | 2300+2400        | Sintra - Alverca                |
| Sintra            | Sintra - Alverca             | 2300+2400   | 2300+2400   | 2300+2400      | 2300+2400         | 2300+2400         | 2300+2400        | Sintra - Alverca                |
| Meleças - Oriente | 2300+2400                    | 2300+2400   | 2300+2400   | 2300+2400      | 2300+2400         | 2300+2400         | Meleças - Rossio |                                 |
| Sintra - Rossio   | 2300/2400                    | 2300/2400   | 2300/2400   | 3500           | 2300/2400         | 2300/2400         | Sintra - Rossio  |                                 |
| Oriente - Meleças | 2300/2400                    | 2300/2400   | 2300/2400   | 3500           | 2300/2400         | 2300/2400         | Oriente - Sintra |                                 |
| Sado              | —                            | 0600/0650   | 2300/2400   | 2300/2400      | 2300/2400         | 2240              | 2300/2400        | —                               |

Nota: O quadro a cima é meramente indicativo da situação normal. Não é de todo impossível que os serviços possam ser pontualmente efetuados por outras séries dentro da frota da CP Lisboa. A única exceção são os serviços da Linha de Cascais que serão sempre assegurados pelas séries UTE3150 e UQE3250.
Após a eletrificação total da Linha do Sado (no segmento Barreiro - Pinhal Novo, em 2008), todas as operações comerciais da CP Lisboa passaram a ser efetuadas por automotoras elétricas.

## Tarifário

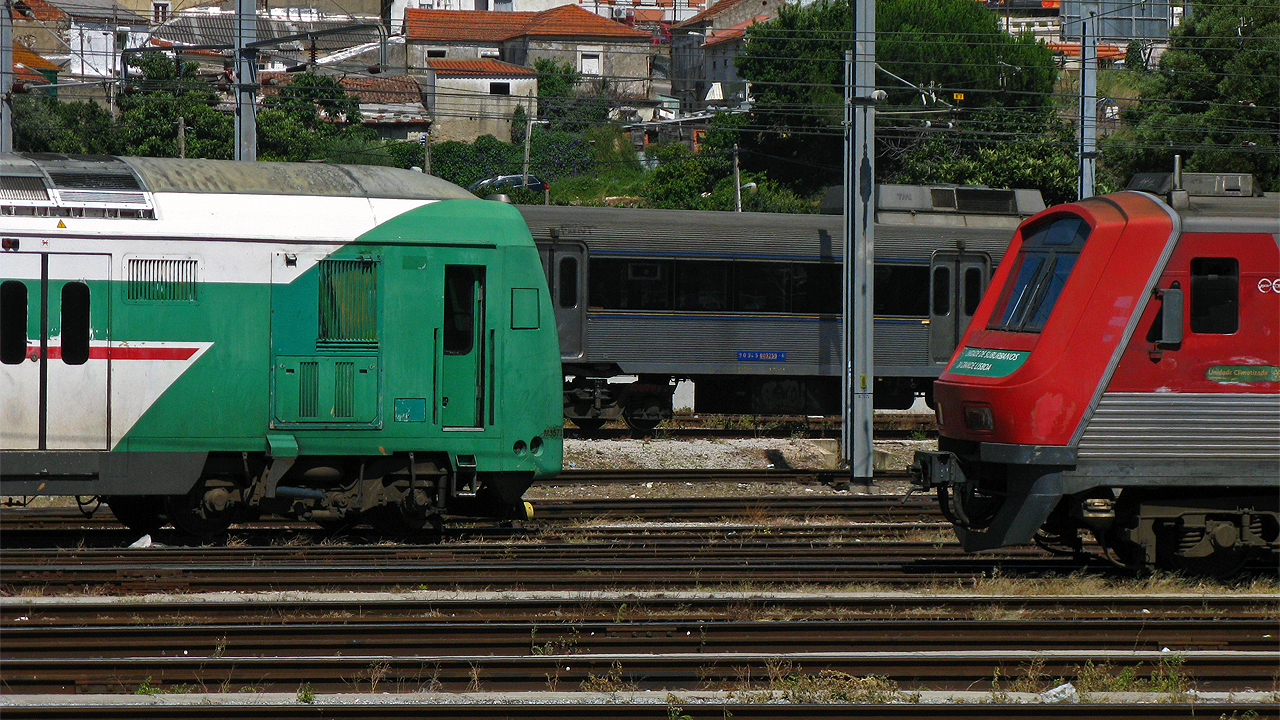
Exemplares da frota da USGL, em Campolide, 2009: 3500 à esq., 2300/2400 à d.^{ta}, e 3150/3250 ao fundo, em manutenção.

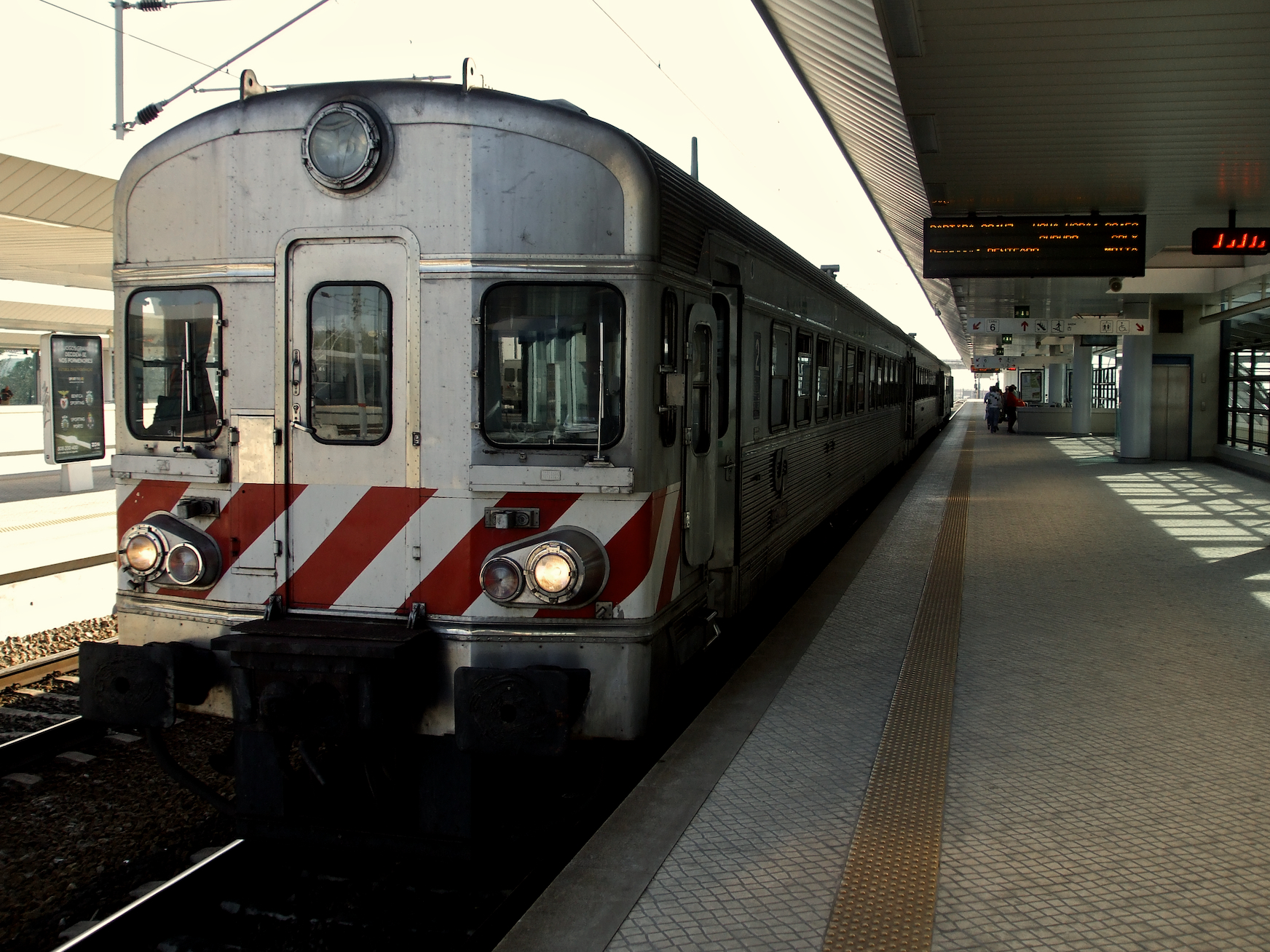
Composição automotora diesel série 0600/0650 ainda em serviço USGL (Linha do Sado) na Estação de Pinhal Novo, em 2008.

O tarifário da rede de comboios urbanos de Lisboa está dividido em duas áreas. O sistema de passes mensais para utilizadores regulares e o sistema de bilhetes para utilizadores ocasionais.

#### Sistema de passes
Historicamente o sistema de passes da rede de transportes da Área Metropolitana de Lisboa (AML) é complexo, disponibilizando cerca de 800 títulos, incluindo passes multimodais (vários operadores), combinados (dois ou mais operadores) ou próprios (um operador). Tal impedia o uso total da rede ferroviária metropolitana devido à existência de vários operadores: a CP Lisboa, CP Regional e a Fertagus.
Em Abril de 2019, a AML e o Estado Português lançaram um ambicioso programa de simplificação do sistema de passes que culminou com a supressão de cerca de 700 títulos combinados e próprios. Em substituição foram criadas duas modalidades: o Navegante Município e o Navegante Metropolitano. Estes dois passes permitem um acesso indiscriminado à rede de comboios urbanos, para toda a AML no caso do Navegante Metropolitano e só para um município no caso do Navegante Município. Foram assim eliminadas as barreiras entre operadores, criando as bases para uma rede unificada de comboios urbanos à escala da AML.

#### Sistema de bilhetes
O sistema de bilhetes, destinado a utilizadores ocasionais, assenta principalmente nos títulos próprios dos dois operadores, CP e Fertagus. Na CP, os preços dos bilhetes são variáveis em função da quantidade de zonas tarifárias CP usadas. Existem também reduções para crianças, jovens e séniores. Na Fertagus o sistema é semelhante, mas os preços são calculados pela distância e não por zonas tarifárias. Também existe a modalidade Zapping que funciona como um "porta moedas". O cliente carrega o cartão com dinheiro, e depois é descontado o preço no momento da validação. Na CP, o Zapping tem tarifa única, já na Fertagus depende da distância percorrida.

## Passageiros
| Número de passageiros transportados nos CP Urbanos de Lisboa | Número de passageiros transportados nos CP Urbanos de Lisboa | Número de passageiros transportados nos CP Urbanos de Lisboa | Número de passageiros transportados nos CP Urbanos de Lisboa | Número de passageiros transportados nos CP Urbanos de Lisboa | Número de passageiros transportados nos CP Urbanos de Lisboa | Número de passageiros transportados nos CP Urbanos de Lisboa | Número de passageiros transportados nos CP Urbanos de Lisboa | Número de passageiros transportados nos CP Urbanos de Lisboa | Número de passageiros transportados nos CP Urbanos de Lisboa | Número de passageiros transportados nos CP Urbanos de Lisboa | Número de passageiros transportados nos CP Urbanos de Lisboa | Número de passageiros transportados nos CP Urbanos de Lisboa | Número de passageiros transportados nos CP Urbanos de Lisboa | Número de passageiros transportados nos CP Urbanos de Lisboa | Número de passageiros transportados nos CP Urbanos de Lisboa | Número de passageiros transportados nos CP Urbanos de Lisboa | Número de passageiros transportados nos CP Urbanos de Lisboa | Número de passageiros transportados nos CP Urbanos de Lisboa | Número de passageiros transportados nos CP Urbanos de Lisboa | Número de passageiros transportados nos CP Urbanos de Lisboa |
| Anos                                                         | 2005                                                         | 2006                                                         | 2007                                                         | 2008                                                         | 2009                                                         | 2010                                                         | 2011                                                         | 2012                                                         | 2013                                                         | 2014                                                         | 2015                                                         | 2016                                                         | 2017                                                         | 2018                                                         | 2019                                                         | 2020                                                         | 2021                                                         | 2022                                                         | 2023                                                         | 2024                                                         |
| ------------------------------------------------------------ | ------------------------------------------------------------ | ------------------------------------------------------------ | ------------------------------------------------------------ | ------------------------------------------------------------ | ------------------------------------------------------------ | ------------------------------------------------------------ | ------------------------------------------------------------ | ------------------------------------------------------------ | ------------------------------------------------------------ | ------------------------------------------------------------ | ------------------------------------------------------------ | ------------------------------------------------------------ | ------------------------------------------------------------ | ------------------------------------------------------------ | ------------------------------------------------------------ | ------------------------------------------------------------ | ------------------------------------------------------------ | ------------------------------------------------------------ | ------------------------------------------------------------ | ------------------------------------------------------------ |
| Passageiros (em milhões)                                     | 96,3                                                         | 97                                                           | 97,3                                                         | 96,4                                                         | 92,1                                                         | 90,9                                                         | 88,3                                                         | 77,1                                                         | 73,1                                                         | 74,4                                                         | 75,9                                                         | 77,4                                                         | 83                                                           | 87,2                                                         | 103,3                                                        | 65,9                                                         | 74,5                                                         | 110,2                                                        | 136,3                                                        | 142,3                                                        |
| Fonte                                                        | [ 19 ]                                                       | [ 19 ]                                                       | [ 20 ]                                                       | [ 21 ]                                                       | [ 22 ]                                                       | [ 23 ]                                                       | [ 24 ]                                                       | [ 25 ]                                                       | [ 26 ]                                                       | [ 27 ]                                                       | [ 28 ]                                                       | [ 29 ]                                                       | [ 30 ]                                                       | [ 31 ]                                                       | [ 32 ]                                                       | [ 33 ]                                                       | [ 34 ]                                                       | [ 35 ]                                                       | [ 36 ]                                                       | [ 37 ]                                                       |

| Passageiros transportados por ano (2005-2024) |
|                                               |